# Popis hrvatskih veleposlanika u Čileu
Republika Hrvatska i Republika Čile održavaju diplomatske odnose od 15. travnja 1992. Sjedište veleposlanstva je u Santiagu.

## Veleposlanici
Veleposlanstvo Republike Hrvatske u Republici Čile osnovano je odlukom predsjednika Republike od 10. prosinca 1992.
| Veleposlanik          | Postavljenje       | Opoziv              | Sjedište          |
| --------------------- | ------------------ | ------------------- | ----------------- |
| Frane Krnić           | 3. studenoga 1992. | 15. kolovoza 1995.  | Santiago de Chile |
| Franjo Antun Blažević | 14. srpnja 1995.   | 31. prosinca 1998.  | Santiago de Chile |
| Ive Livljanić         | 1. siječnja 1999.  | 31. kolovoza 2003.  | Santiago de Chile |
| Boris Maruna          | 4. studenoga 2003. | 14. lipnja 2007.    | Santiago de Chile |
| Vesna Terzić          | 25. rujna 2008.    | 31. srpnja 2013.    | Santiago de Chile |
| Nives Malenica        | 10. veljače 2014.  | 31. listopada 2018. | Santiago de Chile |
| Mira Martinec         | 1. studenoga 2018. |                     | Santiago de Chile |

## Vanjske poveznice
- Čile na stranici MVEP-a